# جائزة البرتغال الكبرى 2020
جائزة البرتغال الكبرى 2020 (بالبرتغالية: Grande Prémio de Portugal de 2020‏) هو سباق فورمولا 1
أقيم بتاريخ 25 أكتوبر 2020 في حلبة الغرب الدولية، البرتغال، وكان السباق 12 من أصل 0 في بطولة العالم لسباقات فورمولا 1 موسم 2020، وكان أول المنطلقين لويس هاملتون.
فاز بالمركز الأول  لويس هاملتون، وكان صاحب أسرع لفة لويس هاملتون بزمن قدرة 78.750 ثانية.